# Zamek (Olsztyn)
Zamek (ok. 350 m) lub Góra Zamkowa – skaliste wzgórze w miejscowości Olsztyn na Wyżynie Krakowsko-Częstochowskiej. Znajdują się na nim ruiny Zamku w Olsztynie i liczne skały wapienne. Od wzgórza Zamek ciągnie się w kierunku północno-wschodnim skalisty grzbiet z wzniesieniem Ostra Górka. Grzbiet ten zakręca na północny zachód. Są w nim Skałki Duże i Skałki Małe.
Skały, na których położony jest zamek są obiektem wspinaczki skalnej. Wspinacze nazywają je Zamkowymi Skałami. Są to: Skrajna Turnia, Pusta Turnia, Ganek Ewy, Filar Adeptów, Żółty Filar, Przekładaniec, Grzyb, Mur pod Basztą, Słoneczne Górne, Słoneczne Dolne. Wyznaczyli na nich prawie 100 dróg wspinaczkowych o trudności III – VI.8 w skali Kurtyki.
W Górze Zamkowej znajduje się wiele jaskiń i schronisk: Jaskinia w Słonecznych Skałkach, Jaskinia Zamkowa Dolna, Jaskinia Zamkowa Górna, Schronisko pod Basztą w Górze Zamkowej, Schronisko pod Zamkiem, Schronisko Poznaniaków, Schronisko w Czarnym Kominie, Schronisko w Ganku Ewy, Schronisko z Oknem w Górze Zamkowej, Schronisko Zamkowe Średnie.

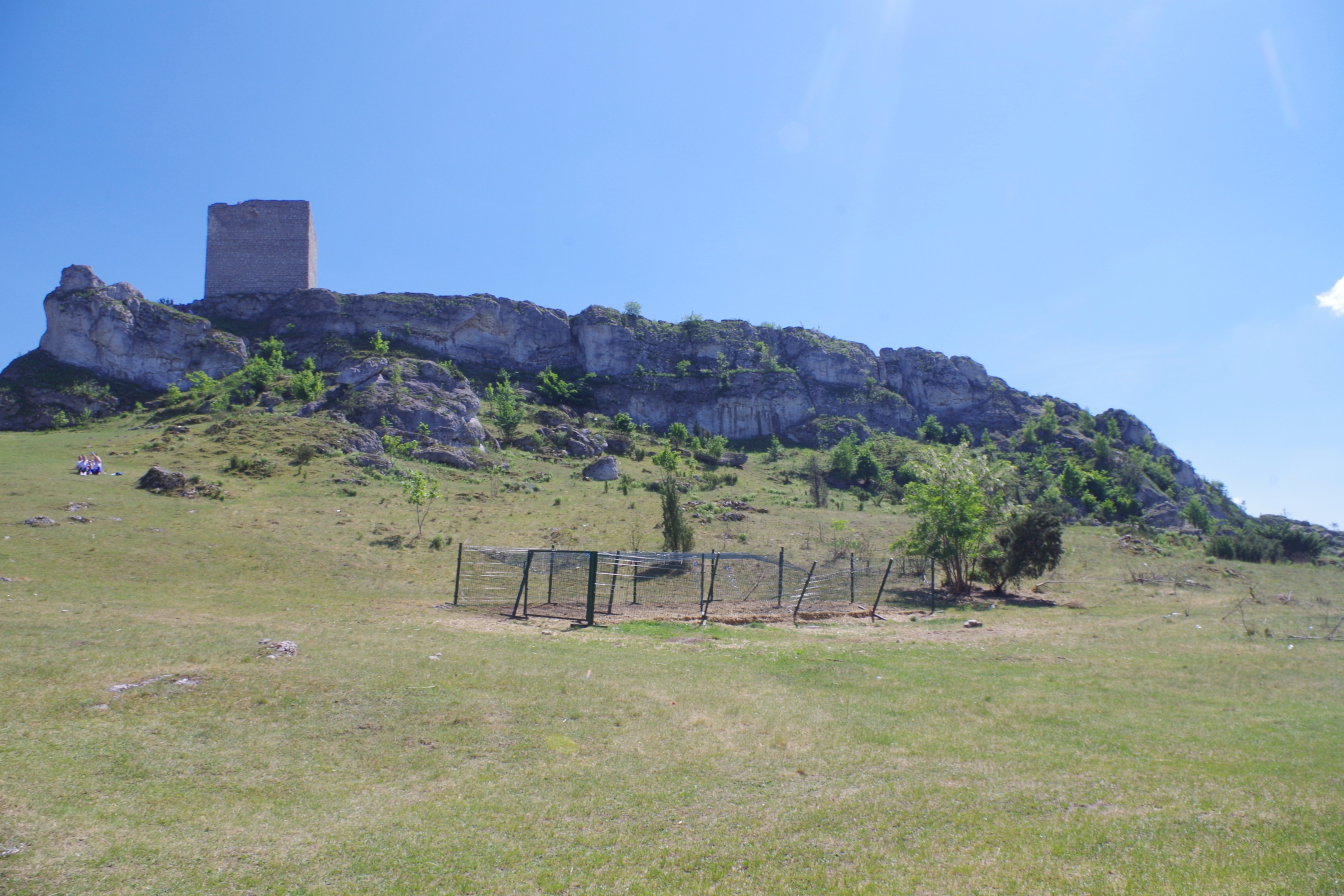
Góra Zamkowa i Zamek w Olsztynie